# 董璜
董璜（？—192年），東漢末期人物，隴西臨洮人，父為董擢（字孟高），董卓為董璜的叔父，隨董卓征戰。董卓遷天子到長安後，初平三年（192年）封董璜為侍中、中軍校尉，並作為使者授與董卓孫女董白渭陽君的印綬。後為皇甫嵩斬殺於郿塢。